# Corytophanes
Corytophanes és un gènere de sauròpsids (rèptils) escatosos de la família dels coritofànids de distribució neotropical.

## Taxonomia
El gènere Corytophanes inclou tres espècies:
- Corytophanes cristatus (Merrem, 1820)
- Corytophanes hernandezi (Wiegmann, 1831)
- Corytophanes percarinatus A. Duméril, 1856